# 2-氰基-3-(4-氰基苯基)丙烯酸甲酯
2-氰基-3-(4-氰基苯基)丙烯酸甲酯是一种有机化合物，化学式为C12H8N2O2。它可由氰乙酸甲酯和4-氰基苯甲醛在哌啶/乙酸催化下反应制得。它可以被氨硼烷还原为α,4-二氰基苯丙酸甲酯。